# Магнолия (Арканзас)
Магнолия (англ. Magnolia) — город и административный центр округа Колумбия в Арканзасе в Соединённых Штатах Америки.
По данным переписи 2010 года число горожан составляло 11 577 человек, а по переписи 2020 года эта цифра уменьшилась до 11 162 человек.

## История
Первое поселение на месте нынешнего города появилось в 1853 году. На момент получения статуса города в 1858 году население Магнолии составляло около 1950 человек.

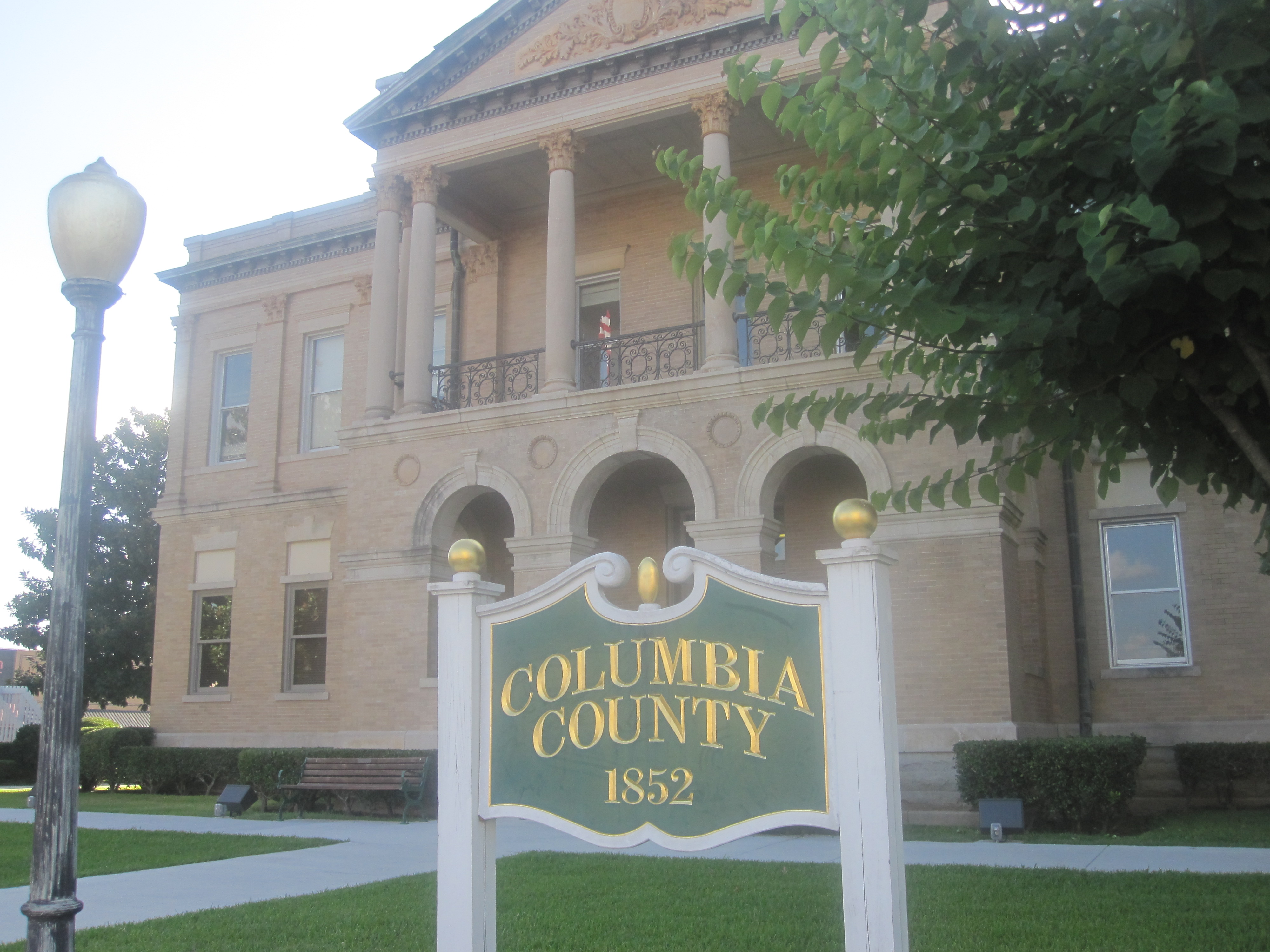
Здание окружного суда в городе Магнолия

11 ноября 1919 года на городской площади Магнолии было совершено линчевание Джордана Джеймсона, получившее большой резонанс в мире. Большая белая толпа схватила Джеймсона после того, как он якобы застрелил местного шерифа. Его привязали его к столбу и сожгли заживо.
Город медленно рос как сельскохозяйственный региональный рынок хлопка, пока в марте 1938 года к востоку от Магнолии не была обнаружена нефть, когда компания Kerr-McGee пробурила скважину Barnett #1. Нефтяное месторождение Magnolia Oil Field стало важным открытием как для города, так и для всей страны, поскольку оно было крупнейшим производственным месторождением (по объему) в первые годы Второй мировой войны.
В марте 2013 года из резервуара для хранения ГСМ компании Lion Oil Trading & Transportation в Магнолии вытекло более 5 тысяч баррелей нефти, часть которой попала в местный ручей, что нанесло заметный ущерб экологии района.

## География
Магнолия находится на юго-западе штата Арканзас, к северу от центра округа Колумбия. Расположен примерно в 50 милях (80 км) к востоку от Тексарканы, примерно в 135 милях (217 км) к югу от Литл-Рока и примерно в 75 милях (121 км) к северо-востоку от Шривпорта. 
Средняя высота над уровнем моря составляет 336 футов (102 метра) по данным NOAA. Окружающий регион представляет собой смесь густого леса, фермерских прерий и низких холмов.
По данным Бюро переписи населения США, общая площадь города составляет 13,3 квадратных миль (34,4 км2), из которых 0,027 квадратных миль (0,07 км2), или 0,21%, приходится на воду.